# Armin Heinen
Armin Heinen (* 19. November 1952 in Krefeld) ist ein deutscher Historiker für Neuere und Neueste Geschichte. Er ist u. a. Spezialist für rumänische Geschichte des 19. und 20. Jahrhunderts und die Geschichte des Saarlandes, 1945–1955. Seine Publikationsschwerpunkte liegen in kultur- und mentalitätsgeschichtlichen Aspekten sozialen Handelns (physische Gewalt; kulturelle Missverständnisse; Wandel der Formen des Feierns), vergleichender europäischer Geschichte sowie der Sozialgeschichte des europäischen Faschismus. Neuere Publikationen thematisieren die Geschichte des Studiums der Geschichtswissenschaft.

## Leben
Nach seinem Studium der Geschichte, Politikwissenschaft und Mathematik an der Johann Wolfgang Goethe-Universität Frankfurt am Main arbeitete Heinen von 1981 bis 1984 als wissenschaftlicher Mitarbeiter der Historischen Kommission bei der Bayerischen Akademie der Wissenschaften München im Projekt Säkularisation und Nationalgüterveräußerung im linksrheinischen Gebiet 1803–1813 in Trier. 1984 wurde Heinen wissenschaftlicher Mitarbeiter an der Universität des Saarlandes in Saarbrücken und schloss im selben Jahr seine Promotion über die rumänische Legion „Erzengel Michael“ an der Universität Trier ab. 1989 arbeitete Heinen als Hochschulassistent an der Universität des Saarlandes Saarbrücken, 1993–1995 war er wissenschaftlicher Mitarbeiter des Forschungsprojekts Wirtschaft, Gesellschaft und Politik an der Saar, 1945–1955. 1995 habilitierte er sich mit einer Studie zur Politik- und Wirtschaftsgeschichte des Saarlandes 1945–1955. 1996–1997 vertrat er die Professur für Neuere und Neueste Geschichte, Landesgeschichte und Didaktik der Geschichte in Würzburg.
Von 1998 bis 2019 war Heinen Professor für Neuere und Neueste Geschichte an der RWTH Aachen. Von 1999 bis 2015 war er zudem Leiter des Zusatzstudienganges Europastudien. 2008–2014 verantwortete Heinen gemeinsam mit Victor Neumann eine internationale Graduiertenschule für Begriffsgeschichte in Rumänien, die von der Volkswagen-Stiftung gefördert wurde.
Im Herbst 2019 schied Heinen aus dem aktiven Dienst an der RWTH aus. 2020 wurde er zum ordentlichen Mitglied der Academia Europaea gewählt.

## Mitgliedschaften/Ämter
- 2000–2006: Mitglied des Vorstandes des Deutsch-Französischen Komitees für die Erforschung der deutschen und französischen Geschichte des 19. und 20. Jahrhunderts e.V.
- 2002–2005: Prorektor der RWTH Aachen für Lehre und Evaluierung
- 2007: Prodekan für Forschung, Philosophische Fakultät der RWTH Aachen
- 2007: Sprecher des  Forums Technik und Gesellschaft der RWTH Aachen
- 2008: Mitglied des Wissenschaftlichen Beirates des Zentrums für Europäische Integrationsforschung (ZEI) Bonn

## Ehrungen
- 1986: Preis der Südosteuropa-Gesellschaft
- 2008: Ehrendoktorat der Dunărea-de-Jos-Universität Galați (Rumänien)[8]
- 2011: Ehrendoktorat der West-Universität Temeswar (Rumänien)[1]

## Werke

### Monografien
- Die Legion „Erzengel Michael“ in Rumänien. Soziale Bewegung und politische Organisation. Ein Beitrag zum Problem des internationalen Faschismus, München 1986. Digitalisat. (Rumänischsprachige Ausgabe: Bukarest 1997).
- mit Uwe Grund: Wie benutze ich eine Bibliothek? Basiswissen – Strategien – Hilfsmittel, München, 2. Aufl. 1996 (Lehrbuch UTB).
- Saarjahre. Politik und Wirtschaft im Saarland 1945–1955, Stuttgart, 1996 (Rezension).
- Rumänien, der Holocaust und die Logik der Gewalt, München 2007 (Rezension).
- Wege in den Ersten Weltkrieg. (= Zugänge zur Geschichte, Band 1), de Gruyter Oldenbourg, Berlin u. Boston 2017.